# Convention de Bucarest

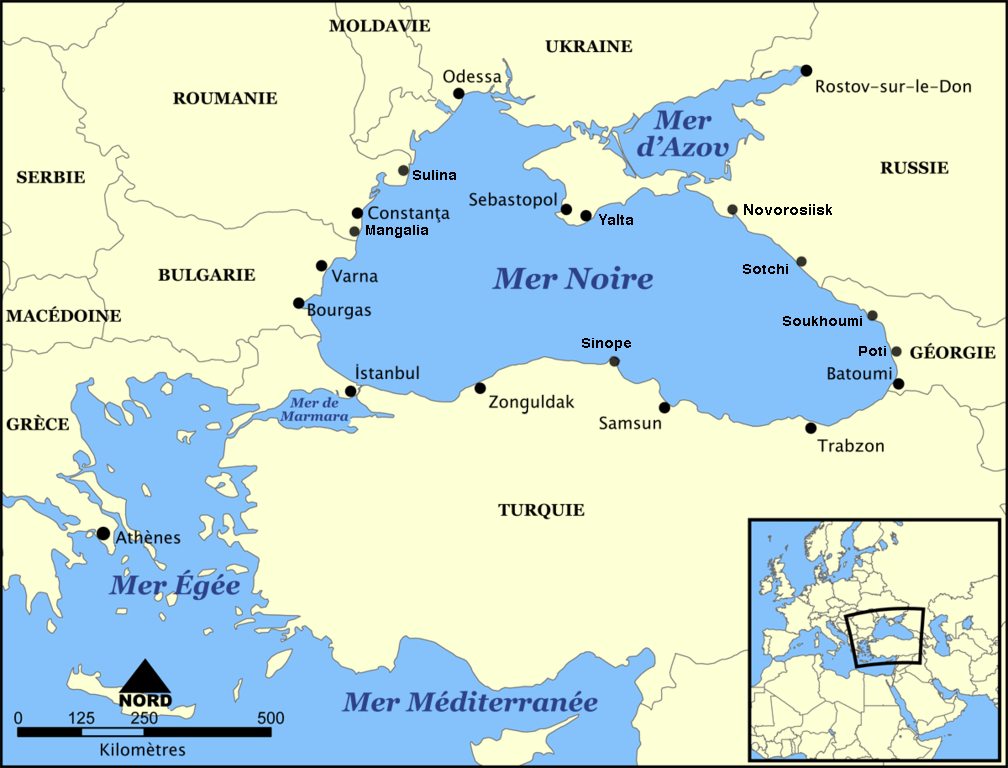
Les six pays riverains de la Mer noire, concernés par la Convention de Bucarest.
L'Union européenne est également concernée depuis l'adhésion de la Bulgarie et de la Roumanie

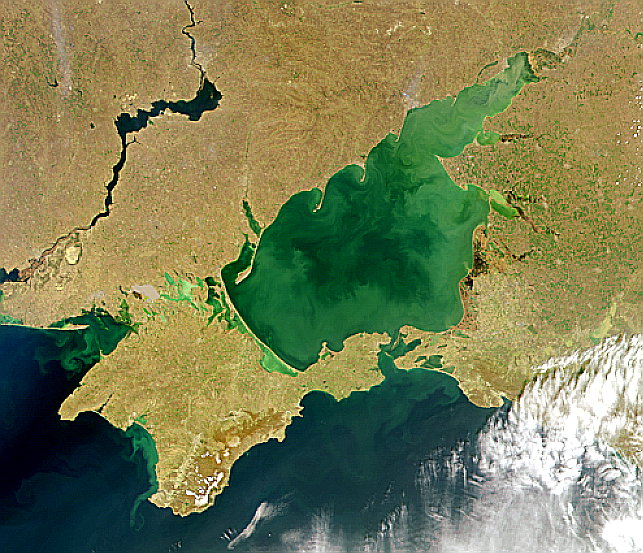
Vue satellitaire de la Mer d'Azov (Russie) et du nord de la Mer noire, mettant en évidence de vastes blooms planctoniques (pullulation d'algues microscopiques), lesquels peuvent être source d'anoxie et de « zones mortes »

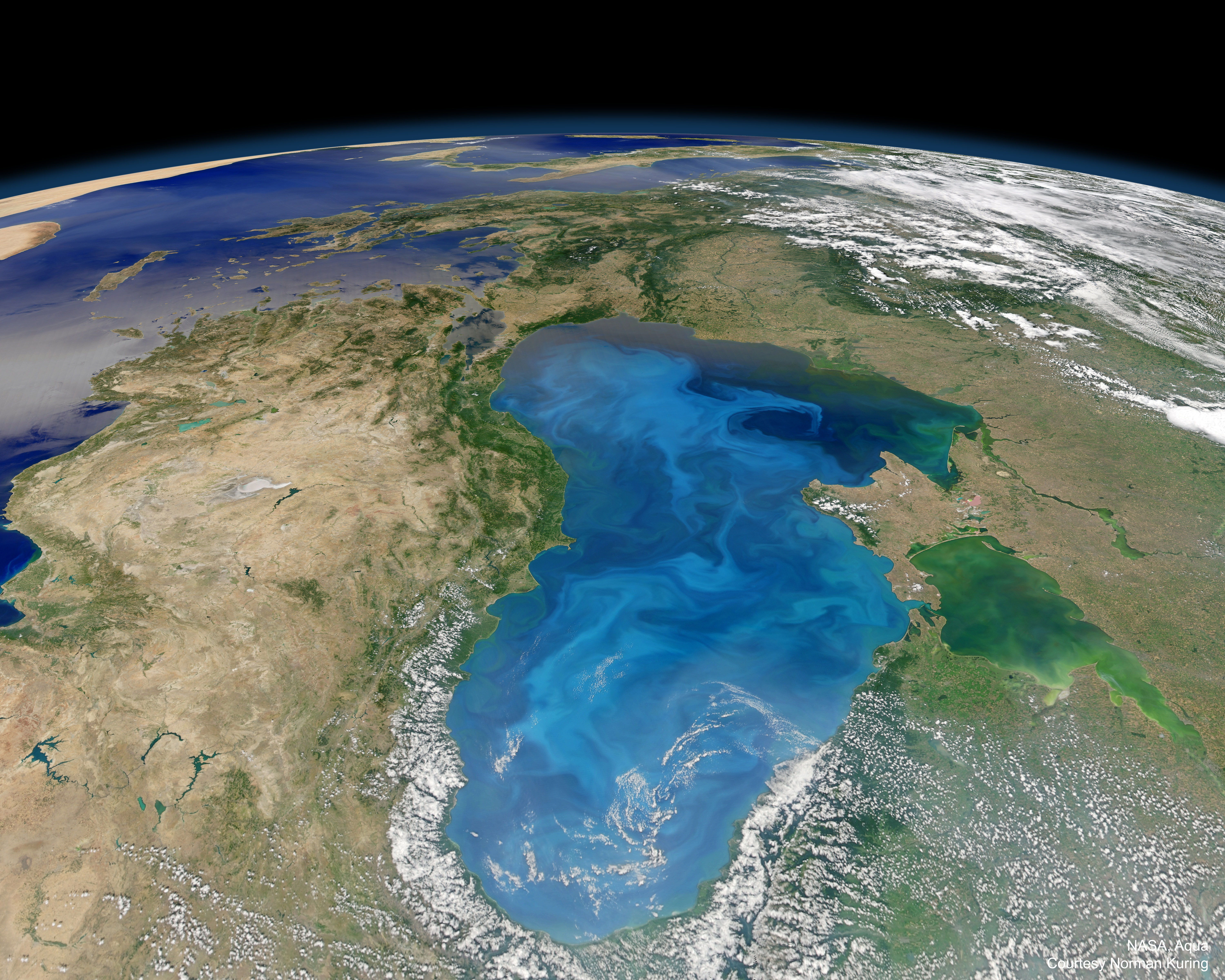
Autre vue satellitaire (NASA) d'une pullulation d'algues (coccolithophores et peut-être de cyanophycées, en plein été (le 15 juillet 2012)

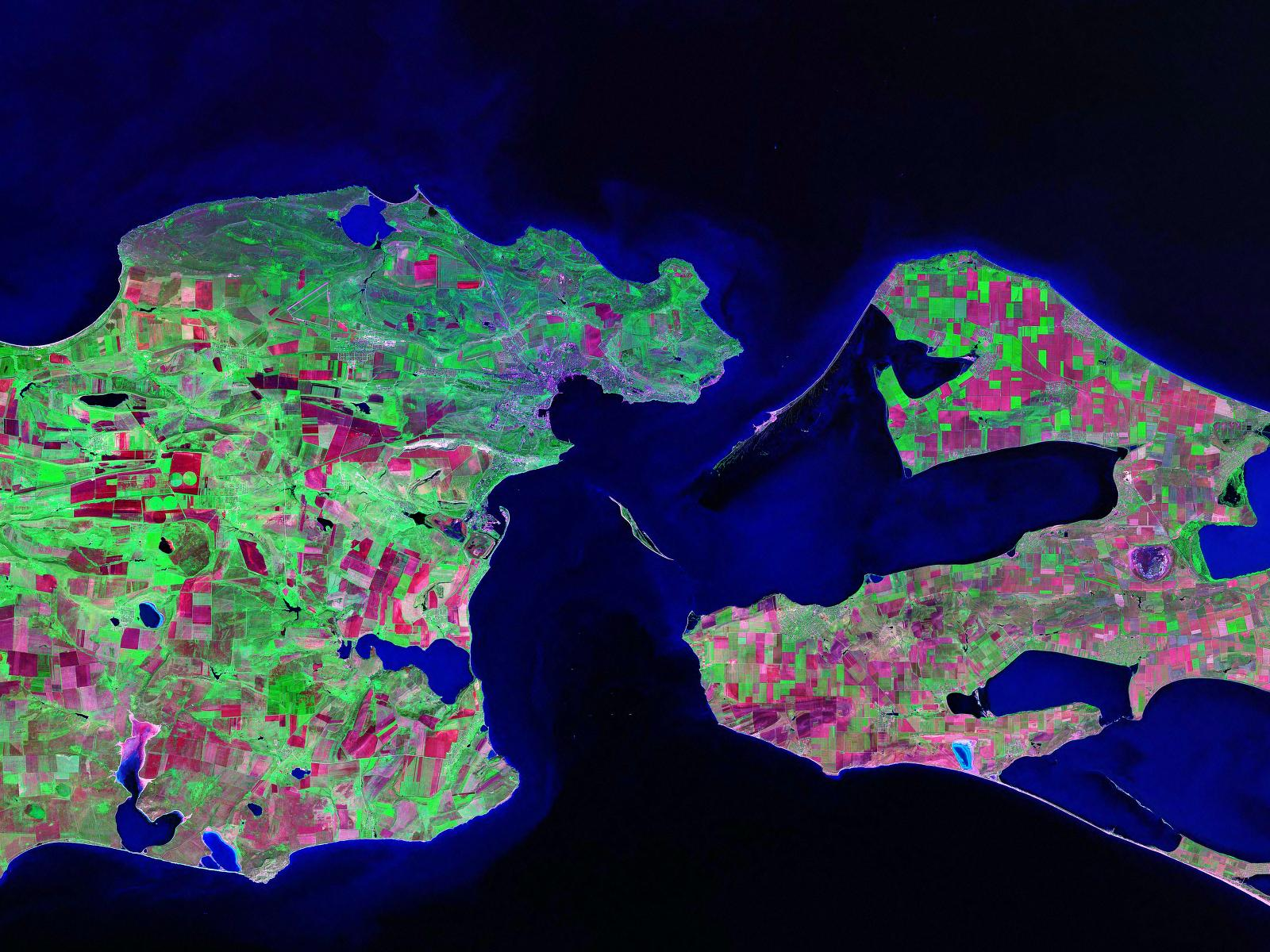
Image en fausses couleurs prise par le satellite Landsat, qui montre un haut degré d'anthropisation et artificialisation des paysages et des écosystèmes au niveau du détroit de Kertch

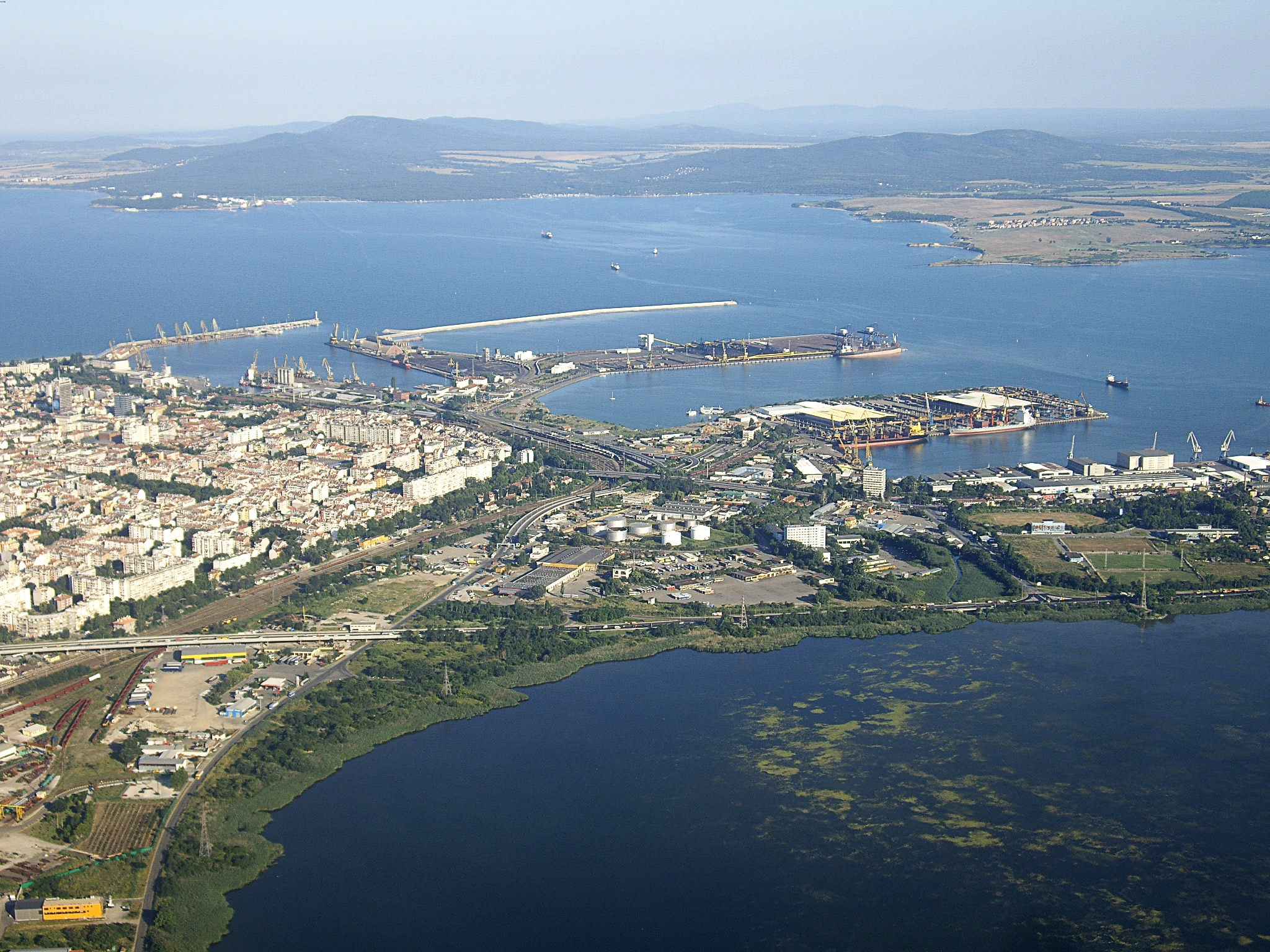
Le lac de Bourgas au premier plan, qui jouxte la Mer noire, une zone industrielle, une ville et un complexe portuaire qui sont sources de pollution marine

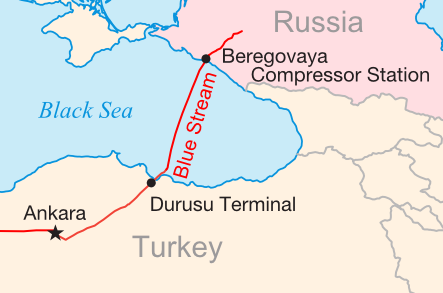
Gazoduc (Bluestream) traversant la Mer noire

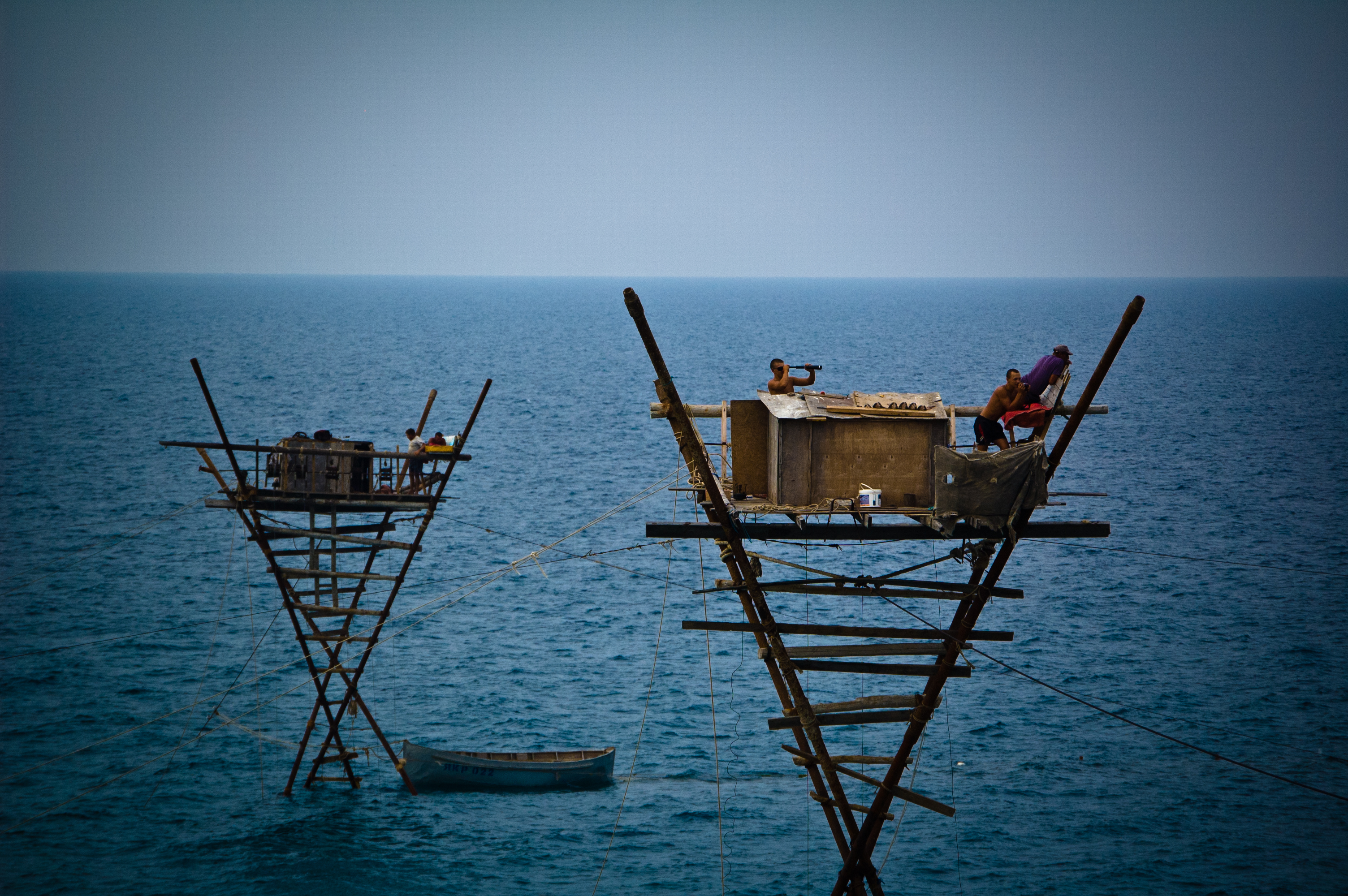
Cabane de pêcheurs sur pilotis ; pour eux la ressource halieutique est un enjeu majeur

La Convention sur la protection de la mer Noire aussi connue sous le nom de "Bucharest Convention" (à ne pas confondre avec les Traités de Bucarest respectivement signés en 1912, 1913, 1916 et 1918) est un traité international qui vise à protéger cette mer intérieure contre la pollution et ses effets. Elle vise à contrôler, limiter et autant que possible supprimer la pollution de la mer noire et s'intéresse donc aussi aux bassins-versants qui alimentent cette mer fermée.

Cette convention a été signée à Bucarest en avril 1992 (deux mois avant le premier Sommet de la terre (1992)). 
Elle était ratifiée par les six assemblées législatives des pays riverains de la mer Noire moins de deux ans plus tard (début 1994).
Elle cadre plusieurs protocoles spécifiques, adoptés au même moment, qui portent notamment sur :
1. le contrôle des pollutions terrigènes [3] ;
2. le déversement de déchets [4] ;
3. l’action conjointe en cas d'accident grave (déversements d'hydrocarbures…)[5].

## Les parties contractantes (depuis 2014)
Elles sont six : Bulgarie, Géorgie, Roumanie, fédération de Russie, Turquie et Ukraine.

## Objectifs
La Convention impose aux Parties contractantes de prévenir, réduire et contrôler la pollution de la mer Noire pour y protéger et préserver le milieu marin, la biodiversité marine et les ressources marines vivantes. Les pollutions considérées ont plusieurs causes et sources (produits toxiques, polluants organiques, sources terrestres, navires, divers types de déversement mais aussi l'exploration et l'exploitation des ressources halieutiques et naturelles.

## Histoire
À partir des années 1970 face à l'aggravation générale de la pollution marine des océans et plus encore des mers intérieures, différentes conventions internationales dites "régionales" sont peu à peu signées pour la protection du milieu marin : En Europe, la convention de Bucarest vient ainsi compléter la Convention d'Helsinki pour la mer Baltique, la Convention OSPAR pour l'Atlantique Nord-Est et la Convention de Barcelone pour la Méditerranée. 
Le 1er janvier 2007, deux États riverains de la mer Noire, la Bulgarie et la Roumanie ont rejoint l'Union européenne, ouvrant la possibilité d'une coopération plus étroite entre l'Union européenne ou certains pays européens et ces pays, au profit d'aides à la protection de la mer noire, région située à la jonction de l'Europe de l'Ouest avec l'Asie centrale et le Moyen-Orient, dont la prospérité, la stabilité et la sécurité est un intérêt géostratégique pour l'Union Européenne. L'union européenne a un statut d'observateur au sein de la Commission pour la protection de la mer Noire contre la pollution (Convention de Bucarest) et au sein d'un groupe consacré à la coopération économique de la mer Noire (Black Sea Economic Cooperation, ou BSCEC). 
Parallèlement au processus de coopération au Danube et à sa Stratégie pour l'Asie centrale la commission européenne a ouvert une initiative dite Black Sea strategy (à bilatéralement construire avec les pays riverains de la mer noire, en veillant au respect de la démocratie, des droits humains et d'une bonne gouvernance), validée en 2011.
De fait la politique environnementale de l'Union européenne tient maintenant compte de la Mer noire dont au moins deux pays peuvent directement intégrer la « Stratégie marine de l'Union européenne » (qui se veut holistique  (la proposition de Directive-cadre Stratégie pour le milieu marin adoptée par la Commission en 2005 reconnaissait la nécessité d'aborder les problèmes de l'environnement marin, en intégrant toutes les mers régionales bordées par l'UE, et en permettant une coopération avec tous les pays concernés. 
Les États membres sont dans ce cadre encouragés à travailler dans le cadre des conventions sur les mers régionales (dont avec la Commission de la mer Noire). 
L'Europe a en 2007 encouragé les pays riverains et de la région de la Mer Noire à renforcer la mise en œuvre des accords multilatéraux existants sur l'environnement et à renforcer la coopération environnementale citant l'exemple du Groupe de travail DABLAS (sur les investissements dans l'eau) qui pourrait être étendu ou reproduit à d'autres enjeux environnementaux régionaux (ex : protection de la nature, gestion et réduction des déchets, pollution industrielle et/ou atmosphérique..) quand des échelles régionales se montrent plus pertinentes (pour les pollutions transfrontières notamment, ainsi que pour la lutte contre le changement climatique qui pourrait s'appuyer sur la mise en œuvre conjointe du mécanisme de développement propre du Protocole de Kyoto au profit d'actions plus concertées. 
La Commission européenne soutient également un effort conjoint de plus de dix instituts de recherche et autres acteurs publics des pays de la mer Noire visant notamment à valoriser les données recueillies de 2007 à 2017, pour produire une carte numérique unique du fond marin de la mer Noire, incluant des données sur la nature géologique du fond, sur les habitats naturels, l'environnement marin et sur la vie marine. Une première version de cette carte est espérée pour 2017.
La Commission européenne a aussi suggéré d'explorer la possibilité de développer dans cette région des systèmes nationaux d'échange de droits d'émission.
L'adhésion de la Communauté européenne à la Convention sur la protection de la mer Noire contre la pollution a été considérée comme « une priorité »,.

## Gouvernance
La mise en œuvre de la Convention est gérée par la Commission pour la protection de la mer Noire contre la pollution (laquelle réunit un représentant de chacune des Parties contractantes à la Convention)

Son secrétariat permanent est basé à Istanbul (Turquie).
Un Secrétariat permanent aide la Commission de la mer Noire à appliquer la convention ; son directeur exécutif est nommé par la Commission de la mer Noire, de même que les fonctionnaires mis à sa disposition par les pays ressortissants.
Le cadre de la convention a été confirmé ou précisé par deux conférences de hauts-niveaux (conférences ministérielles)
- la Déclaration d'Odessa (déclaration ministérielle sur la protection de la Mer noire le 7 avril 1993)
- la Déclaration de Sofia (déclaration ministérielle sur la protection de la Mer noire de juin 2002) ;

La convention s'appuie aussi sur un plan d'action stratégique pour la réhabilitation et protection de la Mer noire (validé le 31 octobre 1996. 

## Actions
Sous l'égide de l'ONU et en lien avec la Commission européenne, le Secrétariat permanent produit annuellement (ou met à jour) un programme de travail pour la Commission de la mer Noire, afin de mettre en œuvre la Convention de Bucarest via un « Plan d'action stratégique pour la mer Noire ». 
Il peut s'appuyer sur :
- des groupes consultatifs (Advisory Groups[14]) dit « Groupe consultatif auprès de la Commission de la mer Noire » ; ils sont sa première source d'information. Ces groupes d'experts sont au nombre de sept :
  - ESAS  - Advisory Group on the Environmental Safety Aspects of Shipping, consacré à la sécurité environnementale de la navigation
  - PMA   - Advisory Group on the Pollution Monitoring and Assessment consacré au monitoring de la pollution et à l'évaluation environnementale
  - LBS   - Advisory Group on Control of Pollution from Land Based Sources, consacré au contrôle des sources terrigènes de pollution
  - IDE   - Advisory Group on Information and Data Exchange, dédié à l'échange d'information et de données environnementales
  - ICZM  - Advisory Group on the Development of Common Methodologies for Integrated Coastal Zone Management, dédié à l'élaboration d'une méthode commune de développement intégré des zones côtières (DIZC)
  - CBD   - Advisory Group on the Conservation of Biological Diversity, consacré à la biodiversité marine et littorale
  - FOMLR - Advisory Group on the Environmental Aspects of the Management of Fisheries and other Marine Living Resources, consacré à la gestion des ressources halieutiques et marines
  - un Groupe de travail ad hoc sur la Directive cadre sur l'eau (DCE) a été créé par la Commission de la mer Noire lors de sa 10e réunion ordinaire, pour aider cette Commission à promouvoir les principes de la DCE.
  - un Groupe de travail technique ad hoc dit Groupe de travail technique mixte Danube/Mer Noire a été créé à la suite du Mémorandum d'accord avec la Commission du Danube >>

- des Centres d'activités (Activity centers), qui sont établis selon sept secteurs stratégiques du BSAP (Black Sea Strategic Action Plan). En 2009, le Plan d'action stratégique pour la protection de l'environnement et la réhabilitation de la mer Noire a précisé leurs missions en souhaitant améliorer leur efficacité.

### Projets
La Commission européenne a soutenu plusieurs projets liés à la surveillance et à l'évaluation environnementale marine et côtière de la mer Noire:
- soutien technique et administratif de la directive-cadre sur la stratégie marine (MSFD) en Bulgarie et en Roumanie est fourni dans le cadre de l'approche écosystémique marine. Le rapport final de la première phase de ce support est disponible sur http://www.msfdblacksea.eu et la deuxième phase ici. Une troisième phase visant à préparer le 2e cycle de rapport MSFD a été lancée.
- Le projet MISIS, qui s'est focalisé sur l'état de l'environnement bulgare, roumain et turc.
- En janvier 2013 la Commission européenne et le PNUD ont lancé un projet (EMBLAS) similaire au projet MISIS  pour l'Ukraine, la Russie et la Géorgie et deux autres projets ont été associés (COCONET et PERSEUS)[15]
- projet Hotspot [16]
- The Black Sea Cross Border Cooperation Program [17]

### Galerie d'images

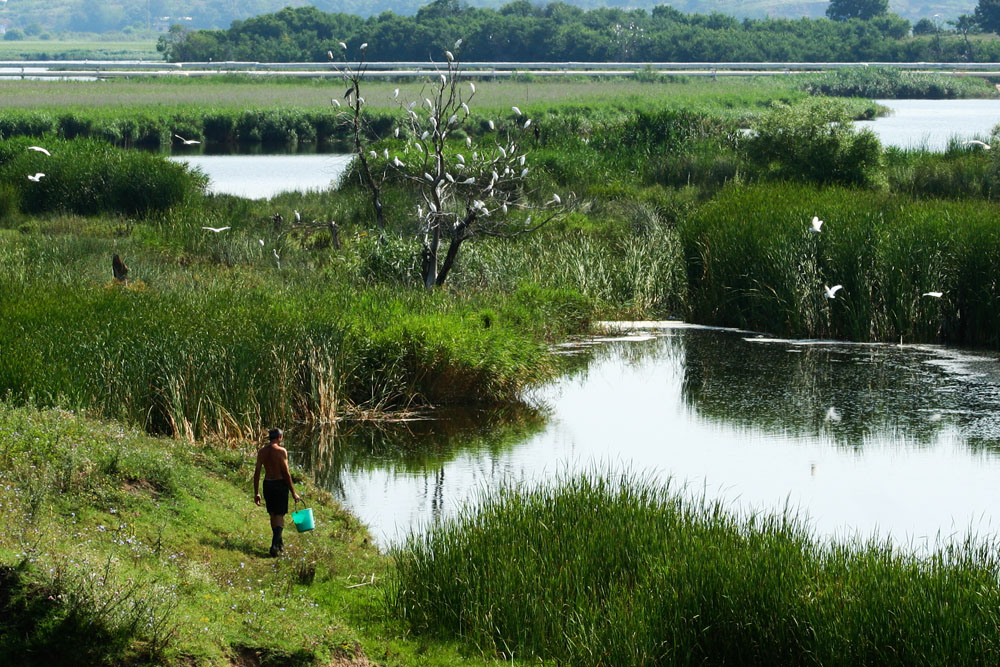
Haute naturalité près de la Mer noire
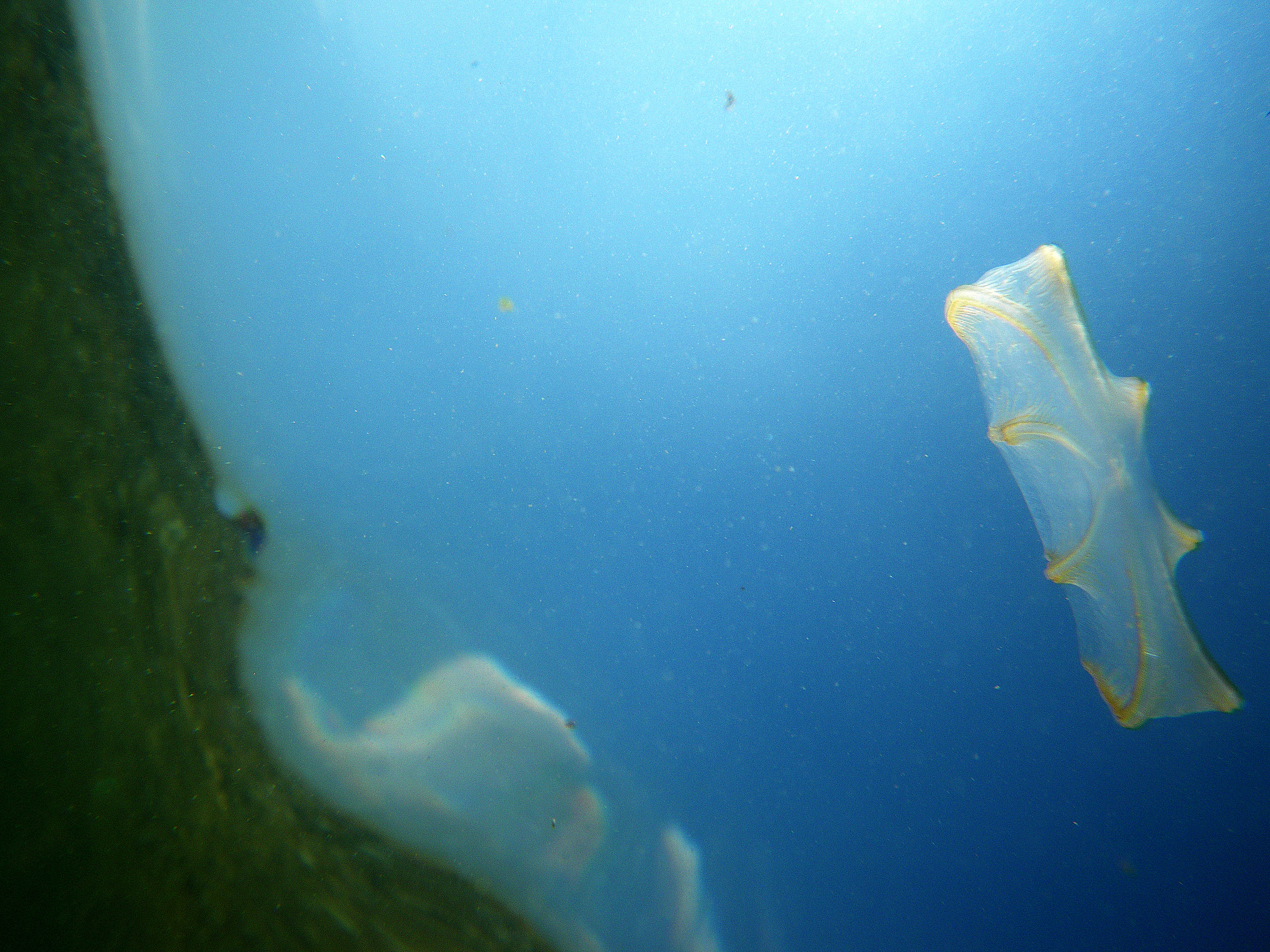
Beroe ovata
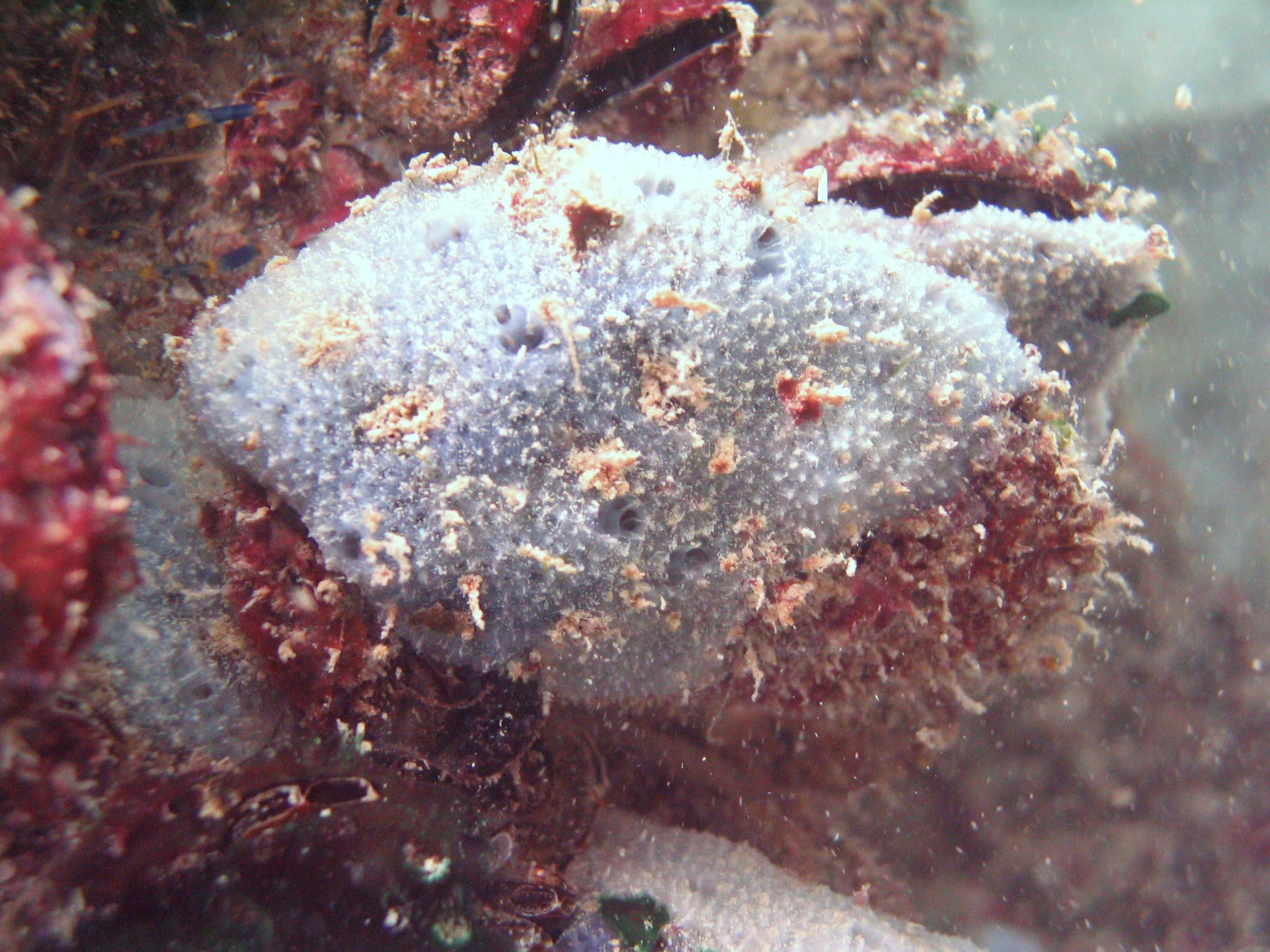
éponge marine
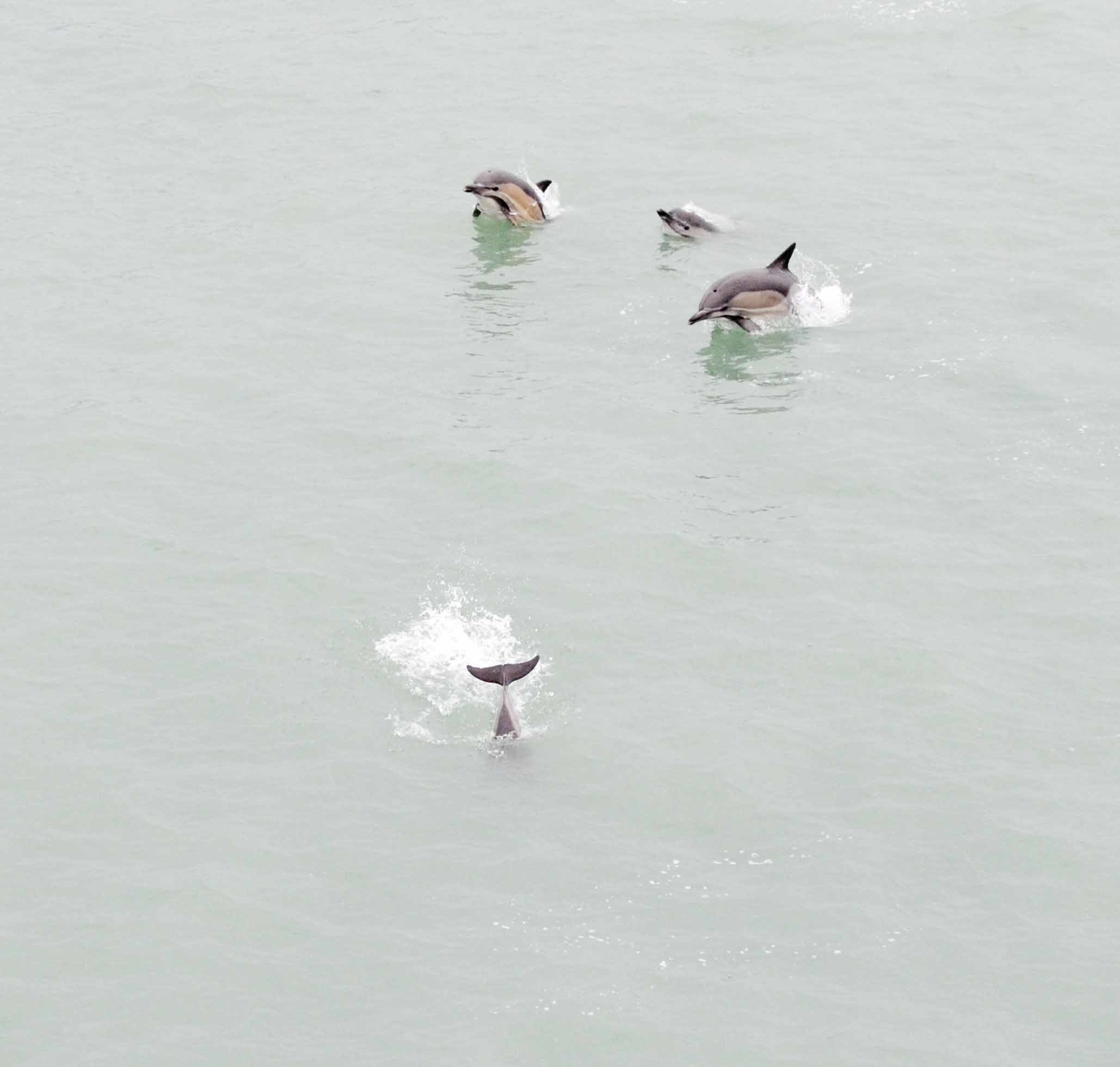
Dauphins Delphinus delphis